# 리옌훙
리옌훙(이언굉, 중국어 간체자: 李彦宏, 정체자: 李彥宏, 병음: Lǐ Yànhóng, 1968년 11월 17일 ~ ) 또는 로빈 리(영어: Robin Li)는 중화인민공화국의 기업가이다.

## 약력
중화인민공화국의 검색 엔진인 바이두(百度)를 공동창업하였다. 1991년 베이징 대학에서 전자계산학과를 졸업하였으며, 미국 뉴욕주립대 버펄로로 유학하여 1994년 석사학위를 취득하였다.
1994년부터 다우 존스 산하의 IDD 정보 서비스(IDD Information Services)에서 일하기 시작했고, 이곳에서 월스트리트저널사의 인터넷판 실시간 금융정보시스템을 설계했다. IDD 정보 서비스에서 일하던 1996년에는 검색엔진 페이지 랭킹을 위한 사이트 평가 알고리즘인 랭크덱스(RankDex)를 개발하여 미국 특허까지 받았다. 이는 검색엔진이 인덱싱하는 웹사이트의 품질을 측정하는 데에 하이퍼링크를 최초로 사용한 알고리즘이었다. 그는 이후 이 알고리즘을 바이두 검색엔진에 활용했다.
이후 1997년부터 1999년 12월까지 인포시크(infoseek)에서 엔지니어로 일했다.
미국 유학 8년 만인 2000년 1월에 120만달러를 가지고 에릭 쒸 (Eric Xu)와 함께 중국에서 바이두닷컴(Baidu.com)을 공동 창업하였다.
2005년 초반부터 베이징 대학 중국 공산주의 청년단과 결합한 중국 인터넷 애국주의를 중국 네티즌들에 고양시킴으로써, 소후닷컴, 시나닷컴 등 베이징의 기존 닷컴 회사의 강력한 도전자로 회사를 부상시켰고, 2010년 전후로 바이두는 칭화 대학 과기원에서 중국 내 빅테크 기업들에 기술 지원과 기술 조언을 해주던 미국 최대 인터넷 검색 업체 구글의 중국 내 사업 기반에 영향을 주기도 하였다.